# Харада Саносукэ
Харада Сано́сукэ (яп. 原田 左之助, 1840 — 6 июля 1868) — японский самурай, живший в конце периода Эдо, командир 10-го подразделения Синсэнгуми, погибший в войне Босин.

## Биография
Харада родился в семье тюгэна (яп. 中間 тю:гэн), мелкого самурая, служившего вассалам княжества (хана) Иё-Мацуяма (в настоящее время город Мацуяма). Он обучался обращению с копьём (со-дзюцу), практиковал стиль Ходзоин-рю и обычно использовал в бою копьё вместо меча. Харада отличался безрассудством: однажды один из самураев Мацуямы назвал его деревенщиной и заявил, что он неспособен даже правильно совершить сэппуку. Желая доказать обратное, Харада немедленно выхватил меч и попытался вскрыть себе живот; рана, однако, оказалась неглубокой, и он выжил. Позже он хвастался шрамом от харакири своим товарищам по Синсэнгуми, и, по некоторым сведениям, выбрал себе фамильный герб именно из-за этого инцидента: герб изображал круг с горизонтальной линией внутри (яп. 丸に一文字 мару ни итимондзи). Впоследствии Харада покинул службу, ушёл из Иё-Мацуямы и отправился в Эдо, где познакомился с Кондо Исами и начал часто посещать его додзё под названием Сиэйкан.

### Синсэнгуми
В 1863 году Харада вместе с Кондо и некоторыми из тех, кто имел отношение к Сиэйкану, вступили в Росигуми, отряд Киёкавы Хатиро. Вскоре после этого Кондо и Сэридзава Камо со своими людьми отделились от Росигуми и сформировали ядро отряда, который позже превратился в Синсэнгуми.
Харада со временем стал командиром 10-го подразделения Синсэнгуми. Некоторое время он тренировался в додзё Тани Сандзюро, которого привёл в Синсэнгуми и который в 1865 году стал командиром 7-го подразделения. В Киото Харада женился на местной женщине по имени Сугавара Маса и некоторое время жил вместе с ней в отдельном доме около штаб-квартиры Синсэнгуми, располагавшейся в монастыре Нисихонган-дзи. У него родился сын, которого он назвал Сигэру (яп. 茂), позаимствовав иероглиф из имени сёгуна Иэмоти (яп. 家茂). Харада был доверенным лицом подполковника Синсэнгуми Хидзикаты Тосидзо и участвовал во многих критически важных для отряда операциях. Очень возможно, что он был одним из исполнителей убийства Сэридзавы Камо, и имеются сведения, подтверждающие его участие в убийстве сёгунского чиновника Утиямы Хикодзиро, инциденте в Икэда-я и уничтожении фракции одного из высших офицеров Синсэнгуми Ито Каситаро. В 1867 году Харада вместе с остальными членами Синсэнгуми получил статус хатамото.
Известен эпизод обвинения Харады в убийстве Сакамото Рёмы, посредника между антисёгунскими силами ханов Тёсю и Сацума. Обвинителем выступал Ито Каситаро. Кто в действительности был убийцей Рёмы, остаётся неясным, однако согласно признанию Имаи Нобуо, самурая, служившего сёгунату, Рёму убили люди из Мимаваригуми, ещё одного просёгунского отряда, которым командовал хатамото Сасаки Тадасабуро.
В 1868 году Харада вместе с остальными членами Синсэнгуми принял участие в битве при Тоба — Фусими. Позже он вместе с семьёй переехал из Киото в Эдо, а после этого присоединился к наступлению Синсэнгуми в провинции Каи и сражался в битве при Косю — Кацунуме, в которой сёгунские силы потерпели поражение и были вынуждены отступить. После этого поражения Харада вместе с командиром 2-го подразделения Нагакурой Симпати ушли из Синсэнгуми из-за разногласий с высшими офицерами отряда Кондо Исами и Хидзикатой Тосидзо. По свидетельству Нагакуры, Кондо хотел сделать выживших членов Синсэнгуми своими вассалами. Нагакура, Харада и ещё несколько людей наотрез отказались от такой перспективы, покинули отряд и присоединились к другой группе просёгунски настроенных самураев, образовав новый отряд под названием Сэйхэйтай (яп. 靖兵隊). Вскоре после сдачи империалистам замка Эдо Сэйхэйтай отправился из Эдо на север, чтобы принять участие в противостоянии, линия которого сдвигалась по направлению к хану Айдзу.

### Смерть
После того, как Сэйхэйтай покинул Эдо, Харада вернулся обратно в город, желая быть поближе к жене и ребёнку. Покинуть Эдо он не мог и вступил в Сёгитай (яп. 彰義隊), отряд, который также сражался за сёгуна. Харада принял участие в битве при Уэно, где был смертельно ранен. Через два дня после сражения он умер в резиденции хатамото Дзимбо Ямасиро-но-ками.
Ходили слухи, что Харада не умер от ран, а выжил и уехал в Китай, где стал предводителем шайки конных бандитов (яп. 馬賊 бадзоку). В 1965 году в одной из японских газет было помещено сообщение о том, что во время первой японо-китайской войны некий старик, назвавшийся Харадой Саносукэ, помог Императорской армии Японии, однако эти сведения остались неподтверждёнными.

## Харада Саносукэ в массовой культуре
Образ Харады используется в нескольких современных японских произведениях массовой культуры, как правило, повествующих об истории Синсэнгуми. Так, Харада появляется в двух художественных фильмах с названием «Синсэнгуми» (первый 1958 года выпуска, второй — 1969 года), а также в фильме «Окита Содзи» (1974 год). Телесериалы «Shinsengumi Keppuroku», «Moeyo Ken» и «Shinsengumi!» тоже включают его образ. Помимо этого, Харада изображён в аниме и одноимённой манге «Peace Maker Kurogane» и видеоиграх Shinsengumi Gunraw Den, Hakuouki 〜Shinsengumi Kitan〜 и Bakumatsu Renka Shinsengumi. Его образ был использован при создании персонажа Сагары Саносукэ в манге «Rurouni Kenshin».